# Anthurium guatemalense
Anthurium guatemalense är en kallaväxtart som beskrevs av Croat, Cast.Mont och Vannini. Anthurium guatemalense ingår i släktet Anthurium och familjen kallaväxter. Inga underarter finns listade.